# Silésiens
Pour les articles homonymes, voir Silésien.

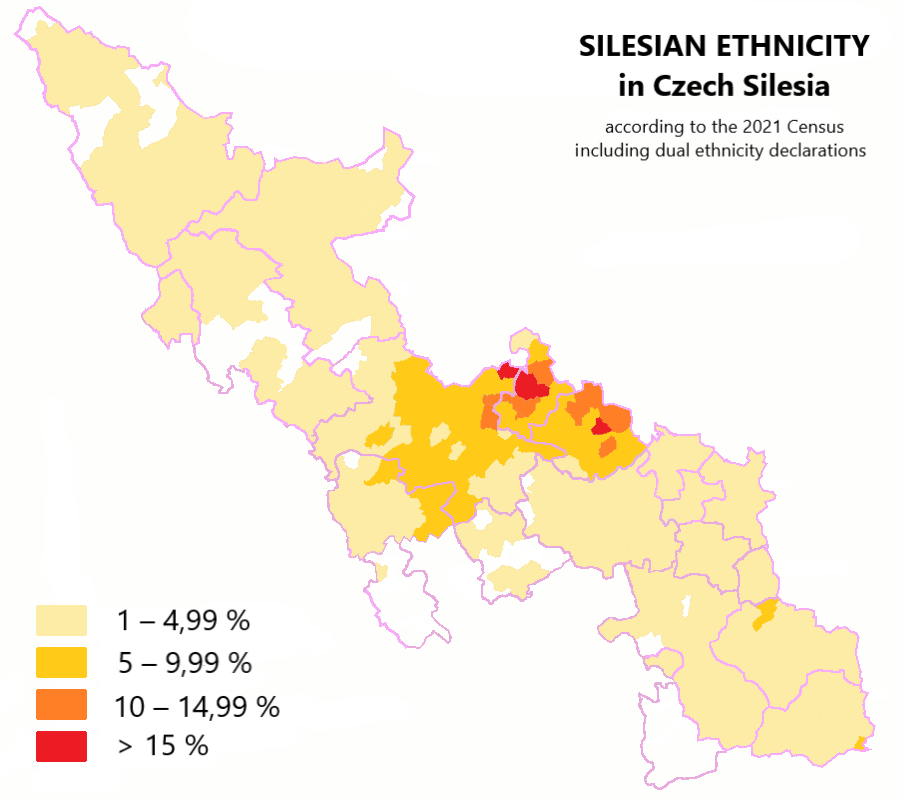
Proportions de Silésien en Silésie tchèque (en 2021).

Les Silésiens (en silésien, Ślůnzoki ; en polonais, Ślązacy ; en tchèque, Slezané ; en allemand, Schlesier ; en allemand silésien, Schläsinger) sont les habitants de la région de Silésie, actuellement divisée entre la Pologne, l'Allemagne et la Tchéquie.
Il y a un débat quant à savoir si les Silésiens constituent ou non une nation distincte. Dans l’histoire moderne, ils ont souvent subi des pressions les forçant à adopter la langue de la nation majoritaire. Malgré cela, plus de 578 000 personnes ont déclaré la nationalité silésienne lors du recensement national polonais de 2021, ce qui en fait le groupe minoritaire le plus important de Pologne. En Tchéquie, environ 10 000 personnes ont déclaré la nationalité silésienne lors du recensement de 2001. En Slovaquie, plus de 6 000 personnes se sont déclarées silésiennes et moraves lors du recensement national de 2001.
Le terme de « Silésien » peut également être appliqué plus généralement à tout habitant de Silésie, sans tenir compte de son appartenance ethnique.

## Histoire

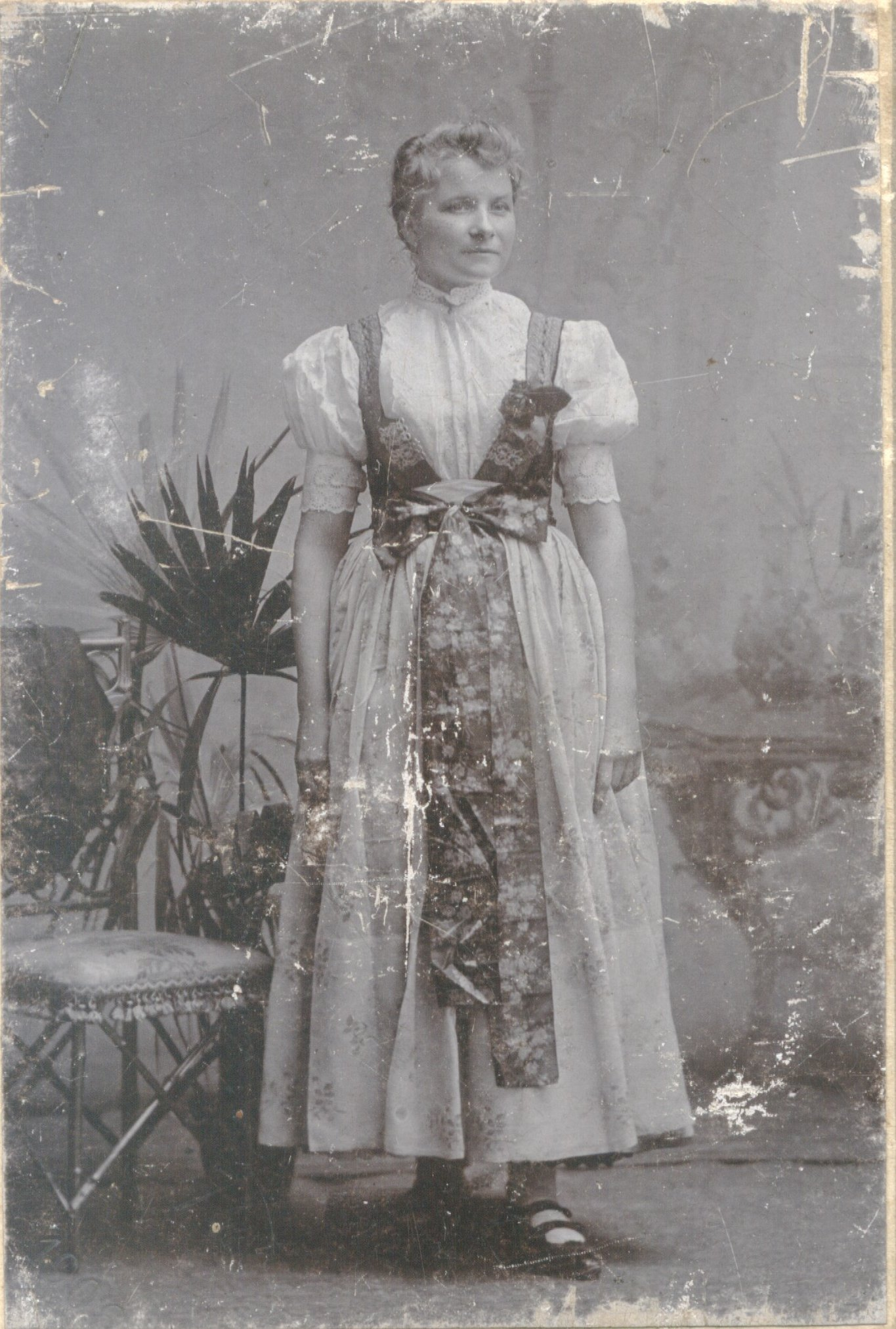
Femme silésienne en 1914.

Habitée depuis des temps immémoriaux et exceptionnellement riche en ressources naturelles, la Silésie a longtemps été disputée par divers peuples, États et principautés. La région ayant été ballottée pendant plusieurs siècles entre les Allemands, les Autrichiens, les Polonais et les Tchèques, il en a résulté le développement parmi les Silésiens d'une culture distincte, mêlant des éléments des diverses cultures dominantes.
Au Moyen Âge, la Silésie était un duché sous la dynastie des Piast, qui devient ensuite possession de la couronne de Bohême au XIVe siècle avant de passer avec toute la Bohême sous la mainmise des Habsbourg d'Autriche en 1526. En 1742, la majorité de la Silésie envahie par le roi Frédéric II de Prusse lors de la guerre de Succession d'Autriche. Cette partie de la Silésie désormais prussienne constitue la province de Silésie jusqu'en 1945. En 1919-1921, de nombreux Polonais silésiens (Silésie polonaise) prennent part à des soulèvements visant à rattacher la région de Haute-Silésie à la Pologne ; de fait, en 1922, une partie de la Haute-Silésie (y compris le centre industriel majeur de Katowice) se retrouve à l'intérieur des frontières de la Pologne. Dès 1918, une partie de la Silésie dite de Cieszyn se trouvait à l'intérieur des frontières de la Pologne reconstituée. Après 1945 et l'expulsion des Allemands restants, des millions de Polonais s'installent en Silésie ; beaucoup d'entre eux venaient d'anciens territoires polonais incorporés à l'URSS après la guerre, dont ils avaient été chassés.
Après la Seconde Guerre mondiale, la grande majorité de la région de Silésie fut rattachée à la Pologne, une partie minime demeurant sous l'administration de l'Allemagne de l'Est et de la Tchécoslovaquie. Des millions d'habitants allemands de Silésie sont ensuite expulsés, mais les Silésiens classés par les autorités polonaises comme « autochtones » ou comme « Polonais de souche insuffisamment conscients de leur nationalité » sont autorisés à demeurer sur place, après qu'un processus de « vérification de nationalité » a vérifié qu'ils n'étaient pas allemands. Pour être réussir ce test de vérification, il suffisait aux candidats de parler un peu le dialecte de Haute-Silésie ou simplement d'avoir un nom de famille à consonance slave. Beaucoup de ces Silésiens furent autorisés à rester dans la ville d'Opole. Une partie importante de ces Silésiens se sentaient de toutes façons polonais, ce qui justifiait également leur non-déportation.
Pendant l'ère communiste, environ 600 000 Silésiens ont émigré vers l'Allemagne de l'Ouest.
Depuis la fin du régime communiste en Pologne, des appels ont été lancés en faveur d’une plus grande représentation politique de la minorité ethnique silésienne. En 1997, un tribunal de Katowice a enregistré l'« Union des personnes de nationalité silésienne » (ZLNS) comme organisation politique représentant la minorité ethnique silésienne — ce qu'un tribunal régional révoquera deux mois plus tard.

## Langue

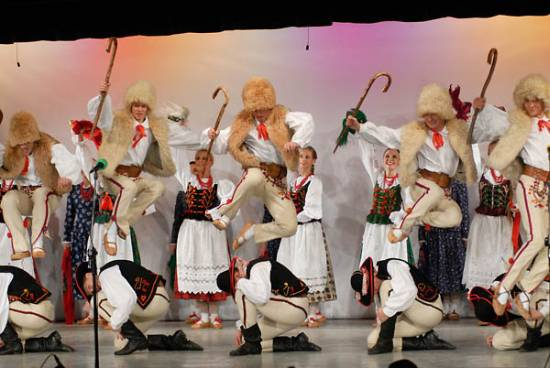
Spectacle de l'.

La langue silésienne est encore parlée en Haute-Silésie. Selon le recensement polonais de 2002, environ 60 000 personnes ont déclaré avoir le silésien comme langue maternelle.
Il existe un débat quant à savoir si le silésien est un dialecte ou une langue distincte. Certains linguistes polonais considèrent le silésien comme un simple dialecte régional du polonais. Cependant, de nombreux Silésiens le considèrent comme une langue distincte appartenant à la branche slave occidentale des langues slaves, aux côtés du polonais et d'autres langues léchitiques telles que le haut et le bas sorabe, le tchèque et le slovaque. En juillet 2007, la langue silésienne a été reconnue distincte par la Bibliothèque du Congrès des États-Unis et par SIL International. La langue a reçu le code ISO SZL.
Certains Silésiens parlent encore allemand. Toutefois, le nombre de germanophones dans la région a considérablement diminué après la Seconde Guerre mondiale. Le dialecte allemand silésien est une variété distincte de l'allemand doté d'une certaine influence slave occidentale probablement causée par des siècles de contacts entre Allemands et Slaves dans la région. Le dialecte allemand silésien est souvent appelé bas-silésien. L'utilisation de ce dialecte semble être en déclin, car la plupart des Allemands silésiens préfèrent parler l'allemand standard ou le polonais.